# Kuźnia Młodych
Kuźnia Młodych (właśc. „Kuźnia Młodych. Czasopismo Młodzieży Szkolnej”) – początkowo miesięcznik, a od marca 1933 tygodnik. Wydawany w Warszawie od 15 grudnia 1931 do 15 czerwca 1936. 
Pismo powstało dzięki wsparciu Adama Skwarczyńskiego. Finansowane było przez Ministerstwo Wyznań Religijnych i Oświecenie Publicznego. Zespół redakcyjny stanowili uczniowie gimnazjów warszawskich: Mickiewicza, Staszica i Ziemi Mazowieckiej. Redaktorami naczelnymi byli kolejno: Wiesław Junosza-Bieliński, Kazimierz Perl, Aleksander Czyżewski, Józef Michał Mrozowicki. Na łamach pisma publikowali m.in.: Erwin Axer, Kazimierz Brandys, Franciszek Gil, Gustaw Herling-Grudziński, Jerzy Giżycki, Zygmunt Kałużyński, Jan Kott, Alfred Łaszowski, Ryszard Matuszewski, Jerzy Pietrkiewicz, Zbigniew Pitera, Jan Twardowski, Wojciech Żukrowski.
Po cofnięciu subwencji redaktorzy próbowali kontynuować wydawanie pisma pod zmienionym tytułem („Klinem” – ukazał się jeden numer, „Nowa Kuźnia” – ukazały się dwa numery).